# 콘스탄티우스 2세
플라비우스 율리우스 콘스탄티우스(Flavius Iulius Constantius, (317년 8월 7일 - 361년 11월 3일)는 337년부터 361년까지 콘스탄티누스 왕조의 로마 황제였다. 처음에는 형인 콘스탄티누스 2세(340년 죽음) 및 동생 콘스탄스(350년 죽음)와 공동 황제로 제국을 삼분(三分)해 통치했으나 353~361년에는 단독으로 통치했다.

## 생애
콘스탄티누스 1세와 황후인 파우스타 사이의 둘째 아들로 317년 일리리쿰의 시르미움에서 태어났다. 323년~337년 아버지 밑에서 부제(caesar)로 있었다.
337년 5월 22일 아버지가 죽은 뒤 콘스탄티노폴리스에서는 대규모 학살이 일어났다. 콘스탄티우스의 할아버지 즉, 콘스탄티우스 클로루스와 그의 두 번째 부인 테오도라 사이에서는 4명의 아들들이 있었는데 (달마티우스, 한니발리우스, 갈루스, 율리아누스) 그중 콘스탄티누스 1세로부터 부제의 칭호를 받은 달마티우스와 한니발리우스를 비롯한 수많은 콘스탄티누스 왕가의 후손들이 학살을 당한 것이다. 이 대학살은 콘스탄티우스 2세 자신이 사주했던 것으로 보인다.
이때 살해되지 않은 것은 당시 12살인 갈루스와 6살 이었던 율리아누스뿐이다.
이후 콘스탄티누스 1세의 세명의 아들은 아버지의 뜻에 따라 제국을 3분할했는데 콘스탄티누스 2세는 갈리아, 브리타니아, 히스파니아를, 콘스탄스는 이탈리아와 아프리카를, 그리고 나머지 제국동부의 속주들(트라키아 · 마케도니아 지방 · 그리스 · 아시아 · 이집트)은 콘스탄티우스가 차지했다.
340년, 콘스탄티누스 2세가 콘스탄스의 이탈리아를 침범해 싸우다가 전사하자 제국은 서방의 콘스탄스와 동방의 콘스탄티우스 2세로 양분된다.
338~350년에는 사산조 페르시아 왕인 샤푸르 2세와 혈전을 벌였으나 별다른 소득은 얻지 못했다.
350년에 이르러 두 명의 제위찬탈자가 나타났다. 하나는 도나우강 지역 주둔군 사령관인 베트라니오로 일리리쿰을 지배하고 있었으며, 다른 하나는 게르만족 출신의 장군으로 350년 콘스탄스를 처형하고 서부 로마의 통치자임을 주장한 마그넨티우스였다.
나이수스(지금의 유고슬라비아 니슈)에서 지내고 있던 콘스탄티우스는 베트라니오를 설득해 제위를 포기하게 하고, 사촌동생인 갈루스 부제를 부제로 삼아 제국동부를 다스리게 하고 자신은 마그넨티우스와 격전을 벌였다.
351년 무르사(지금의 크로아티아 오시예크)에서 마그넨티우스의 군대를 격파하고 마그넨티우스는 갈리아로 도망가 결국 353년 자결했다. 이어 콘스탄티우스는 부제인 갈루스 부제를 반역죄의 명목으로 처형하고 나중에 다시 율리아누스를 부제에 앉혔다.
357~358년 도나우강에서 사르마티아족·수에비족·콰디족과 전투를 벌인 뒤 다시 동부 변경에 대한 공격을 재개한 샤푸르 왕과 싸우기 위해 동부로 돌아왔다. 그러나 361년 갈리아에서 복무하던 부제 율리아누스가 병사들로부터 황제로 추대를 받자 다시 서부 지역으로 가던 중 타르수스에서 병에 걸려 죽었다.

## 종교적 문제
아리우스주의를 옹호했던 콘스탄티우스는 이교도 박해법을 제정하고 기독교를 제외한 모든 다른 그리스-로마 신전의 파괴를 부추겼다. 또한 동시에 수많은 아리우스 반대파 주교들을 추방하고 박해했다. 특히 알렉산드리아 주교로 영향력있는 반(反)아리우스파의 대표적인 인물이었던 아타나시우스의 처리 문제를 놓고 형제인 콘스탄스와 대립했고 나중에 아타나시우스를 끝까지 추적해 죽이려고 했지만 결국 실패했다.
| 전임 콘스탄티누스 1세 | 제48대 로마 제국 황제 (공동 콘스탄티누스 2세(337 - 340), 콘스탄스(337 - 350))] (부제:갈루스 부제→율리아누스) 337년 - 361년 | 후임 율리아누스 |

## 같이 보기
- 증거자 테오파니스